# Kedleston Hall
El Kedleston Hall es una casa solariega inglesa en Kedleston, Derbyshire, localizada aproximadamente a 6 km  al noroeste de la ciudad de Derby, la residencia de la familia Curzon, cuyo nombre tiene su origen en Notre-Dame-de-Courson, en Normandía. Hoy en día es propiedad de la Fundación Nacional para Lugares de Interés Histórico o Belleza Natural.
La familia Curzon es propietaria de la finca de Kedleston desde al menos 1297 y ha vivido en una serie de casas señoriales edificada cerca de, o en el lugar del, actual edificio de Kedleston Hall. La casa actual fue encargada por Nathaniel Curzon (más tarde primer barón de Scarsdale) en 1759. 

## Historia
Encargada en 1759 por Nathaniel Curzon, fue diseñada por los arquitectos palladianos James Paine y Matthew Brettingham, y estaba basada en un plano original de Andrea Palladio para la nunca construida Villa Mocenigo. Mientras tanto, el entonces relativamente desconocido arquitecto Robert Adam se encargó de diseñar los templetes del jardín para mejorar el paisaje del parque. Curzon quedó tan impresionado con los diseños de Adam que fue puesto a cargo de la construcción de la nueva mansión.

## Descripción
Tiene de tres plantas, y consta de tres alas unidos por dos pasillos curvados en forma de segmento. La planta baja dispone de un basamento rústico, mientras que los pisos superiores son de piedra lisa. El bloque central, el más grande, contiene los salones de recepción, destinados únicamente a la recepción formal. El ala este era una casa de campo independiente, que contenía todas las habitaciones de uso privado de la familia, y el bloque oeste, idéntico, contenía las cocinas, zonas de servicio y el alojamiento del personal.
Los planes para otros dos pabellones (como se conoce a los dos bloques más pequeños), de tamaño idéntico y aspecto similar, nunca se ejecutaron. Estas alas adicionales debían contener, en el sureste, una sala de música, y en el suroeste, un conservatorio y una capilla. Exteriormente, estos últimos pabellones se diferenciarían de sus homólogos del norte por las grandes ventanas serlianas acristaladas en el piano nobile de sus fachadas meridionales. Aquí los bloques debían aparecer como de dos plantas solamente; un entresuelo debía estar disimulado en el norte del bloque de la sala de música. Las galerías de enlace debían contener también ventanas más grandes que en el norte y nichos con estatuas clásicas.
La fachada norte, de unos 107 metros de longitud, es de carácter palladiano, dominada por un enorme pórtico corintio de seis columnas; sin embargo, la fachada sur (ilustrada a la derecha) es puramente neoclásica de Robert Adam. Esta fachada ajardinada está dividida en tres conjuntos distintos de vanos; la sección central es un arco de triunfo ciego de cuatro columnas (basado en el Arco de Constantino de Roma) que contiene una gran puerta acristalada con frontón a la que se accede desde la planta baja rusticada por una escalera doble externa y curvada. Sobre la puerta, a la altura del segundo piso, hay guirnaldas y medallones de piedra en relieve.
Las cuatro columnas corintias están coronadas por estatuas clásicas. Toda esta parte central de la fachada está coronada por una cúpula baja, visible sólo desde la distancia. Flanqueando la sección central hay dos alas idénticas de tres pisos, cada una de ellas con tres ventanas, siendo las del piano nobile del primer piso las más altas. El diseño de Adam para esta fachada contiene un enorme "movimiento" y tiene una calidad delicada, casi frágil.
El interior neoclásico de la casa fue diseñado por Adam para ser tan impresionante como el exterior. Al entrar por el gran pórtico norte de la planta noble, uno se encuentra con el vestíbulo de mármol diseñado para sugerir el patio abierto o el atrio de una villa romana.
Veinte columnas de alabastro estriadas con capiteles corintios sostienen la cornisa, muy decorada y de gran altura. Los nichos de las paredes contienen estatuas clásicas; sobre los nichos hay paneles de grisalla. El suelo es de mármol italiano con incrustaciones. El diseño original de Matthew Paine para esta sala preveía que estuviera iluminada por ventanas convencionales en el extremo norte, pero Adam, entusiasmado con el tema romano, suprimió las ventanas que distraían la atención e iluminó el conjunto desde el techo mediante una innovadora claraboya de cristal.
En Kedleston, el vestíbulo simboliza el atrio de la villa romana y el salón contiguo el vestibulum. El salón, que se encuentra detrás del arco de triunfo de la fachada sur, al igual que el vestíbulo de mármol, se eleva a toda la altura de la casa, 62 pies, hasta la parte superior de la cúpula, donde también se ilumina el cielo a través de un óculo de cristal. Diseñada como galería de esculturas, esta sala circular se completó en 1763. El tema decorativo se basa en los templos del Foro Romano con invenciones más modernas: en los cuatro nichos macizos en forma de ábside hay estufas disfrazadas de pedestales para urnas clásicas. Los cuatro conjuntos de puertas dobles que dan acceso a la sala tienen pesados frontones sostenidos por columnas scagliola, y a la altura del segundo piso, los paneles de grisalla representan temas clásicos.
Desde el salón, el ambiente del Grand Tour del siglo XVIII se prolonga en el resto de las principales salas de recepción del piano nobile, aunque a una escala algo más modesta. El "apartamento principal", o suite del dormitorio de Estado, contiene finos muebles y pinturas, al igual que el salón con su enorme ventana veneciana; el comedor, con su gigantesco ábside, tiene un techo que Adam basó en el Palacio de Augusto en los Jardines Farnesio.
El tema continúa en la biblioteca, la sala de música, la gran escalera (no terminada hasta 1922) en la planta baja y el llamado "salón del César". A la salida de los invitados, a veces debía ser un alivio abandonar este templo de la cultura y retirarse a las comodidades relativamente sencillas del pabellón familiar.
Debajo de la Rotonda se encuentra la Sala del Tetrástilo, convertida en museo en 1927. La cocina tiene una forma oblonga con una galería abalaustrada en un extremo. Ésta comunica la sala con otras oficinas domésticas situadas a cada lado.
También se exponen en la casa muchas curiosidades pertenecientes a George, Lord Curzon de Kedleston, que sucedió a la casa en 1916 y que antes había sido virrey de la India de 1899 a 1905. Lord Curzon había acumulado una gran colección de objetos subcontinentales y del Lejano Oriente. También se muestra el vestido de coronación de Lady Curzon en el Durbar de Delhi de 1903. Diseñado por Worth de París, era conocido como el vestido del pavo real por las numerosas piedras preciosas y semipreciosas cosidas en su tejido. En la actualidad, éstas han sido sustituidas por piedras de imitación, pero el efecto no es menos deslumbrante.
Además de lo descrito anteriormente, esta gran casa de campo contiene colecciones de arte, muebles y estatuas. El nombre alternativo de Kedleston Hall, El Templo de las Artes, está realmente justificado.
- Datos: Q2443707
- Multimedia: Kedleston Hall / Q2443707